# Daclizumab
Daclizumab (tên thương mại Zinbryta, bởi Biogen) là một kháng thể đơn dòng điều trị nhân tạo được sử dụng để điều trị cho người lớn bị tái phát dạng đa xơ cứng (MS). Daclizumab hoạt động bằng cách liên kết với CD25, tiểu đơn vị alpha của thụ thể IL-2 của các tế bào T.
Vào tháng 3 năm 2018, nó đã được Biogen và Abbvie tự nguyện rút khỏi thị trường sau khi có báo cáo về bệnh viêm não ở châu Âu.

## Sử dụng trong y tế
Daclizumab đã được sử dụng để điều trị cho người trưởng thành với các dạng tái phát của bệnh đa xơ cứng. Nó được tiêm dưới da.
Trong các thử nghiệm lâm sàng cho thấy tỷ lệ tái phát hàng năm giảm 45%, giảm 41% tỷ lệ bệnh nhân tái phát và giảm 54% số lượng tổn thương mới.

### Ngưng sử dụng
Daclizumab đã được phê duyệt và sử dụng để ngăn ngừa thải ghép thận cấp tính, cùng với cyclosporine và corticosteroid. Đối với chỉ định đó, tác dụng phụ với tần suất ít nhất 10% bao gồm mất ngủ, run, nhức đầu, tăng huyết áp động mạch, khó thở, tác dụng phụ đường tiêu hóa và phù. Trong một số ít trường hợp, thuốc có thể gây sốc phản vệ nghiêm trọng. 갤럭시s23 사전예약 Lưu trữ ngày 31 tháng 1 năm 2023 tại Wayback Machine

## Chống chỉ định
Ở Mỹ, daclizumab chống chỉ định ở những người bị suy gan, bao gồm men gan tăng cao đáng kể (ALT, AST) và viêm gan tự miễn. Cơ quan Dược phẩm Châu Âu (EMA) ban đầu đã phê duyệt loại thuốc này mà không có bất kỳ chống chỉ định nào ngoài việc quá mẫn đã biết, nhưng yêu cầu Biogen phải thực hiện hướng dẫn quản lý rủi ro gan cho bác sĩ. Vào tháng 7 năm 2017, EMA đã ban hành một chống chỉ định tạm thời cho bệnh nhân mắc bệnh gan từ trước hoặc suy gan.

## Tác dụng phụ
Trong các thử nghiệm lâm sàng đối với MS, không có trường hợp tử vong liên quan đến điều trị hoặc tăng nguy cơ ung thư; tác dụng phụ xảy ra thường xuyên hơn với daclizumab so với interferon bao gồm nhiễm trùng (65% so với 57%), phát ban da (37% so với 19%) và biến chứng gan (khoảng 18% so với 12%).

## Tương tác
Là một kháng thể, daclizumab dự kiến sẽ có tiềm năng tương tác dược động học rất thấp với các thuốc khác.

## Dược lý

### Cơ chế hoạt động
Daclizumab chặn các thụ thể IL-2 có chứa tiểu đơn vị alpha (CD25), bao gồm các thụ thể có ái lực cao. Mặt khác, các thụ thể có ái lực trung bình, bao gồm hai tiểu đơn vị beta (CD122) và không bị ảnh hưởng bởi daclizumab. Mặc dù cơ chế chính xác vẫn chưa được biết, nhưng hiệu ứng ròng là giảm phản ứng tế bào T và mở rộng các tế bào giết người tự nhiên sáng CD56.

### Dược động học
Sau khi tiêm dưới da một liều duy nhất, daclizumab có sinh khả dụng khoảng 90% và đạt mức huyết tương cao nhất sau 5 đến 7 ngày. Cứ sau bốn tuần, nồng độ trạng thái ổn định được tìm thấy sau liều thứ tư. Người ta hy vọng rằng daclizumab, giống như các kháng thể khác, bị phân giải bởi các protease thành peptide và cuối cùng là amino acid, và nó không tương tác với men gan cytochrom P450.
Thời gian bán hủy sinh học là 21 ngày. Bệnh nhân đã phát triển kháng thể chống lại daclizumab đã loại bỏ nó nhanh hơn 19%.

## Lịch sử
Daclizumab được tạo ra bởi các nhà khoa học tại PDL BioPharma (được gọi là "Phòng thí nghiệm thiết kế protein" vào thời điểm đó) bằng cách nhân hóa con chuột mSA gọi là anti-Tac, nhắm vào CD25, chuỗi α thụ thể IL-2; nó ngăn chặn sự tương tác của IL-2 với thụ thể IL-2 và ngăn chặn sự kích hoạt của các tế bào T.  Anti-Tac đã được phát hiện bởi Thomas A. Waldmann, MD, giám đốc chi nhánh chuyển hóa tại Viện Ung thư Quốc gia và nhóm của ông, và họ đã tiến hành nghiên cứu trên động vật và một thử nghiệm lâm sàng nhỏ về chống Tac ở những người mắc bệnh bạch cầu tế bào T, với kết quả đầy hứa hẹn, nhưng mọi người đã nhanh chóng phát triển các kháng thể của chính họ từ chối protein chuột; Waldman và các đồng nghiệp của ông sau đó đã tiếp cận Phòng thí nghiệm Thiết kế Protein để nhân tính hóa kháng thể. PDL và các nhà khoa học NIH sau đó đã tiếp cận Roche, một nhà lãnh đạo trong phát triển y học cấy ghép, để thuốc được phát triển và phê duyệt, vì PDL không có đủ nguồn lực để đưa sản phẩm ra thị trường. Vào tháng 3 năm 2018 thuốc đã được gỡ bỏ khỏi thị trường trên toàn thế giới.
Vào tháng 12 năm 1997, daclizumab đã được FDA chấp thuận cho sử dụng trong việc ngăn ngừa thải ghép thận cấp tính, kết hợp với ciclosporin và corticosteroid; nó là kháng thể được nhân bản hóa đầu tiên được chấp thuận ở bất cứ đâu trên thế giới. Khi ra mắt, giá bán buôn trung bình của thuốc được ước tính là 6.800 đô la cho năm liều và ước tính doanh thu hàng năm sẽ nằm trong khoảng từ 100 triệu đến 250 triệu đô la trong vòng năm năm kể từ khi ra mắt và người ta nghĩ rằng việc sử dụng thuốc sẽ được mở rộng để sử dụng trong cấy ghép nội tạng khác. Nó đã được phê duyệt ở châu Âu vào năm 1999.
PDL đã tự mình bắt đầu thử nghiệm lâm sàng daclizumab, và vào tháng 9 năm 2004 sau khi thuốc đã hứa hẹn trong thử nghiệm giai đoạn II, PDL và Roche đã đồng ý mở rộng mối quan hệ của họ để bao gồm phát triển daclizumab cho bệnh hen suyễn và các tình trạng hô hấp khác. Vào tháng 8 năm 2005, PDL và Biogen Idec đã đồng ý hợp tác để phát triển daclizumab trong các chỉ định bên ngoài các lĩnh vực thải ghép nội tạng và bệnh hô hấp. Vào tháng 11 năm 2005, Roche và PDL đã đồng ý thử phát triển một công thức của daclizumab sẽ hữu ích như một mũi tiêm dưới da để duy trì lâu dài trong ghép tạng. Năm sau, Roche và PDL tuyên bố rằng sự hợp tác cho tất cả các chỉ định đã kết thúc, và năm 2009, họ tuyên bố ngừng Zenapax trên toàn thế giới "vì các phương pháp điều trị thay thế có sẵn và nhu cầu thị trường giảm dần" và "không phải vì bất kỳ sự an toàn nào vấn đề." 
vào năm 2008, PDL đã tách ra các chương trình phát triển tích cực của mình thành một công ty có tên Facet Biotech và phát triển daclizumab cho bệnh đa xơ cứng và sự hợp tác với Biogen đã được đưa vào spinout đó. Vào năm 2009, Biogen đã cố gắng mua một mặt thù địch với giá 350 triệu đô la; Facet từ chối lời đề nghị đó và được Abbvie mua với giá 450 triệu đô la tiền mặt vào năm tới. Vào tháng 5 năm 2016, FDA đã phê duyệt daclizumab trong điều trị tái phát bệnh đa xơ cứng ở người trưởng thành vào năm 2016 dưới tên thương mại Zinbryta, với các yêu cầu cho nghiên cứu sau khi đưa ra thị trường và đưa ra Chiến lược Đánh giá và Giảm thiểu Rủi ro chính thức.

## Nghiên cứu
Daclizumab đã được nghiên cứu trong một thử nghiệm lâm sàng nhỏ trên những người mắc bệnh đau mắt đỏ.